# Плацдарм
Във военната терминология, плацдарм (на френски: place d'armes – буквално: място за събиране на войските) се нарича територия (или части от територия), използвана при подготовка и нападение над противника, в качеството си на база за съсредоточаване и разгръщане на въоръжените сили. Може да има голямо стратегическо или оперативно значение.
Също така плацдарм може да се нарече участък от местност, който е овладян от атакуващите войски при форсирането на водна преграда (обикновено река) или удържан от отстъпващите сили на противоположния ѝ бряг.
Тактически плацдарми се овладяват в движение от авангардите или подразделенията на първия ешелон, а после са разширяват в оперативни, с въвежденето в сражението на втория ешелон или резервите. Както тактическите, така и оперативните плацдарми могат да се създадат чрез въздушен десант. Наличието на големи плацдарми на другия бряг обезпечава съсредоточаването на мощни войскови групировки, нужни за провеждането на настъпателни операции в благоприятни условия – без необходимост от форсиране на водната преграда.